# Grand Prix du Pays d'Aix 2015
Le Grand Prix du Pays d'Aix a eu lieu le 21 février 2015. La course fait partie du calendrier Elite Nationale de la Fédération française de cyclisme. C'est également la première épreuve de la Coupe de France DN1 2015.

## Présentation

### Équipes
Vingt-sept Clubs de DN1 participent à ce Grand Prix du Pays d'Aix :
| Clubs de DN1                    | Clubs de DN1 | Clubs de DN1 |
| Nom de l'équipe                 | Pays         | Code         |
| ------------------------------- | ------------ | ------------ |
| AVC Aix-en-Provence             | France       | AVC          |
| BIC 2000                        | France       | BIC          |
| CC Étupes                       | France       | CCE          |
| CC Nogent-sur-Oise              | France       | NOG          |
| CC Villeneuve Saint-Germain     | France       | CCV          |
| Chambéry CF                     | France       | CCF          |
| CR4C Roanne                     | France       | CR4          |
| ESEG Douai-Origine Cycles       | France       | ESD          |
| GSC Blagnac Vélo Sport 31       | France       | GSC          |
| Occitane CF                     | France       | OCF          |
| Océane Top 16                   | France       | TOP          |
| Pro Immo Nicolas Roux           | France       | PIM          |
| Probikeshop Saint-Étienne Loire | France       | ECS          |
| SCO Dijon                       | France       | SCD          |
| Sojasun espoir-ACNC             | France       | ANC          |
| UC Nantes Atlantique            | France       | UCN          |
| USSA Pavilly Barentin           | France       | PAV          |
| VC Rouen 76                     | France       | VCR          |
| Vendée U                        | France       | VEN          |
| Vulco-VC Vaulx-en-Velin         | France       | VCV          |

## Classements

### Classement final
| Classement final | Classement final  | Classement final | Classement final      | Classement final   |
|                  | Coureur           | Pays             | Équipe                | Temps              |
| ---------------- | ----------------- | ---------------- | --------------------- | ------------------ |
| 1er              | Lilian Calmejane  | France           | Vendée U              | en 3 h 31 min 17 s |
| 2e               | Nans Peters       | France           | Chambéry CF           | + 0 s              |
| 3e               | Nico Denz         | Allemagne        | Chambéry CF           | + 0 s              |
| 4e               | Rémi Cavagna      | France           | Pro Immo Nicolas Roux | + 0 s              |
| 5e               | Jérémy Cornu      | France           | Vendée U              | + 30 s             |
| 6e               | Benoît Cosnefroy  | France           | Chambéry CF           | + 49 s             |
| 7e               | Thomas Rostollan  | France           | AVC Aix-en-Provence   | + 52 s             |
| 8e               | Fabrice Seigneur  | France           | Sojasun espoir-ACNC   | + 1 min 17 s       |
| 9e               | Thibault Nuns     | France           | Océane U-Top 16       | + 2 min 18 s       |
| 10e              | Florian Dumourier | France           | CR4C Roanne           | + 2 min 24 s       |
| modifier         |                   |                  |                       |                    |

### Coupe de France des clubs de DN1
Ce Grand Prix du Pays d'Aix attribue des points pour la Coupe de France des Clubs DN1, par équipes et individuellement

## Liste des participants
| Légende | Légende                                                                    | Légende | Légende                                                    |
| ------- | -------------------------------------------------------------------------- | ------- | ---------------------------------------------------------- |
| Num     | Dossard de départ porté par le coureur sur ce Grand Prix du Pays d'Aix     | Pos     | Position à l'arrivée de la course                          |
|         | Indique un maillot de champion national ou mondial, suivi de sa spécialité | NP      | Indique un coureur qui n'a pas pris le départ de la course |
| AB      | Indique un coureur qui n'a pas terminé la course                           | HD      | Indique un coureur qui a terminé la course hors des délais |

| AVC Aix-en-Provence AVC | AVC Aix-en-Provence AVC    | AVC Aix-en-Provence AVC |
| ----------------------- | -------------------------- | ----------------------- |
| Num                     | Coureur                    | Pos                     |
| 1                       | Thomas Rostollan (FRA)     | 7e                      |
| 2                       | Florent Castellarnau (FRA) | 48e                     |
| 3                       | Loïck Lebouvier (FRA)      |                         |
| 4                       | Anthony Perez (FRA)        | 55e                     |
| 5                       | Renaud Pioline (FRA)       | 16e                     |
| 6                       | Julien Trarieux (FRA)      |                         |
| 7                       | Raphaël Verini (FRA)       |                         |

| GSC Blagnac Vélo Sport 31 GSC | GSC Blagnac Vélo Sport 31 GSC | GSC Blagnac Vélo Sport 31 GSC |
| ----------------------------- | ----------------------------- | ----------------------------- |
| Num                           | Coureur                       | Pos                           |
| 11                            | Karl Baudron (FRA)            | AB                            |
| 12                            | Romain Campistrous (FRA)      |                               |
| 13                            | Valentin Dufour (FRA)         |                               |
| 14                            | Jon Larrinaga (ESP)           | 34e                           |
| 15                            | Mathieu Malbert (FRA)         |                               |
| 16                            | Flavien Maurelet (FRA)        |                               |
| 17                            | Yoän Vérardo (FRA)            | AB                            |

| BIC 2000 BIC | BIC 2000 BIC             | BIC 2000 BIC |
| ------------ | ------------------------ | ------------ |
| Num          | Coureur                  | Pos          |
| 21           | Franck Bonnamour (FRA)   | 30e          |
| 22           | Yann Botrel (FRA)        | AB           |
| 23           | Sébastien Coquil (FRA)   |              |
| 24           | Cédric Delaplace (FRA)   | 47e          |
| 25           | Frédéric Guillemot (FRA) | 29e          |
| 26           | Jonathan Masson (FRA)    | 22e          |
| 27           | Camille Thominet (FRA)   | AB           |

| Chambéry CF CCF | Chambéry CF CCF          | Chambéry CF CCF |
| --------------- | ------------------------ | --------------- |
| Num             | Coureur                  | Pos             |
| 31              | François Bidard (FRA)    | 13e             |
| 32              | Benoît Cosnefroy (FRA)   | 6e              |
| 33              | Nico Denz (GER)          | 3e              |
| 34              | Benjamin Jasserand (FRA) | AB              |
| 35              | Freddy Ovett (AUS)       | 19e             |
| 36              | Nans Peters (FRA)        | 2e              |
| 37              | Victor Tournieroux (FRA) | 49e             |

| SCO Dijon SCD | SCO Dijon SCD            | SCO Dijon SCD |
| ------------- | ------------------------ | ------------- |
| Num           | Coureur                  | Pos           |
| 41            | Guillaume Barillot (FRA) | 40e           |
| 42            | Julien Bernard (FRA)     |               |
| 43            | Quentin Bernier (FRA)    | AB            |
| 44            | Jérémy Defaye (FRA)      | AB            |
| 45            | Guillaume Gauthier (FRA) |               |
| 46            | Matthieu Garnier (FRA)   |               |
| 47            | Alexandre Gaspari (FRA)  |               |

| ESEG Douai-Origine Cycles ESD | ESEG Douai-Origine Cycles ESD | ESEG Douai-Origine Cycles ESD |
| ----------------------------- | ----------------------------- | ----------------------------- |
| Num                           | Coureur                       | Pos                           |
| 51                            | Axel Flet (FRA)               |                               |
| 52                            | Victor Fobert (FRA)           |                               |
| 53                            | Valentin Gouel (FRA)          |                               |
| 54                            | Anthony Kuentz (FRA)          |                               |
| 55                            | Matthias Legley (BEL)         | 37e                           |
| 56                            | Samuel Leroux (FRA)           |                               |
| 57                            | Niels Nachtergaele (BEL)      |                               |

| CC Étupes CCE | CC Étupes CCE              | CC Étupes CCE |
| ------------- | -------------------------- | ------------- |
| Num           | Coureur                    | Pos           |
| 61            | Hugo Hofstetter (FRA)      | AB            |
| 62            | Thomas Bouteille (FRA)     | AB            |
| 63            | Mathieu Le Lavandier (FRA) | 26e           |
| 64            | Maxime Le Lavandier (FRA)  | 33e           |
| 65            | Guillaume Martin (FRA)     | 18e           |
| 66            | Damien Touzé (FRA)         | 42e           |
| 67            | Léo Vincent (FRA)          | 57e           |

| UC Nantes Atlantique UCN | UC Nantes Atlantique UCN    | UC Nantes Atlantique UCN |
| ------------------------ | --------------------------- | ------------------------ |
| Num                      | Coureur                     | Pos                      |
| 71                       | Clément Barbeau (FRA)       |                          |
| 72                       | Sylvain Blanquefort (FRA)   | 60e                      |
| 73                       | Thibault Ferasse (FRA)      |                          |
| 74                       | Anthony Haspot (FRA)        | 39e                      |
| 75                       | Normann Latouche (FRA)      |                          |
| 76                       | Benjamin Le Montagner (FRA) | 59e                      |
| 77                       | Jules Roueil (FRA)          |                          |

| CC Nogent-sur-Oise NOG | CC Nogent-sur-Oise NOG     | CC Nogent-sur-Oise NOG |
| ---------------------- | -------------------------- | ---------------------- |
| Num                    | Coureur                    | Pos                    |
| 81                     | Benoît Daeninck (FRA)      |                        |
| 82                     | Adrien Garel (FRA)         |                        |
| 83                     | Marc Fournier (FRA)        | AB                     |
| 84                     | Jérémy Lecroq (FRA)        |                        |
| 85                     | Justin Mottier (FRA)       |                        |
| 86                     | Félix Pouilly (FRA)        | AB                     |
| 87                     | Julien Van Haverbeke (FRA) |                        |

| Occitane CF OCF | Occitane CF OCF          | Occitane CF OCF |
| --------------- | ------------------------ | --------------- |
| Num             | Coureur                  | Pos             |
| 91              | Damien Capus (FRA)       |                 |
| 92              | Stéphane Poulhiès (FRA)  | 15e             |
| 93              | Mathieu Caramel (FRA)    | 38e             |
| 94              | Fabien Fraissignes (FRA) |                 |
| 95              | Louis Chavanes (FRA)     | AB              |
| 96              | Jérémy Loubeau (FRA)     | 45e             |
| 97              | Axel Crochard (FRA)      | 50e             |

| Océane Top 16 TOP | Océane Top 16 TOP        | Océane Top 16 TOP |
| ----------------- | ------------------------ | ----------------- |
| Num               | Coureur                  | Pos               |
| 101               | Pierre Comet (FRA)       |                   |
| 102               | Alexandre Delétang (FRA) |                   |
| 103               | Adrien Goujon (FRA)      | 17e               |
| 104               | Mathias Le Turnier (FRA) | AB                |
| 105               | Ludovic Nadon (FRA)      | AB                |
| 106               | Thibault Nuns (FRA)      | 9e                |
| 107               | Antonin Servant (FRA)    |                   |

| USSA Pavilly Barentin PAV | USSA Pavilly Barentin PAV | USSA Pavilly Barentin PAV |
| ------------------------- | ------------------------- | ------------------------- |
| Num                       | Coureur                   | Pos                       |
| 111                       | Hugo Bouguet (FRA)        | 28e                       |
| 112                       | Wilfried Canales (FRA)    | AB                        |
| 113                       | Médéric Mancel (FRA)      |                           |
| 114                       | Anthony Morel (FRA)       |                           |
| 115                       | Mickael Olejnik (POL)     |                           |
| 116                       | Tomasz Olejnik (POL)      | 25e                       |
| 117                       | Damian Wild (FRA)         |                           |

| CR4C Roanne CR4 | CR4C Roanne CR4           | CR4C Roanne CR4 |
| --------------- | ------------------------- | --------------- |
| Num             | Coureur                   | Pos             |
| 121             | Geoffrey Bouchard (FRA)   | AB              |
| 122             | Valentin Deverchère (FRA) |                 |
| 123             | Florian Dumourier (FRA)   | 10e             |
| 124             | Mathieu Fernandes (FRA)   | 24e             |
| 125             | Paul Sauvage (FRA)        | 54e             |
| 126             | Axel Gagliardi (FRA)      |                 |
| 127             | Nick Schultz (AUS)        | AB              |

| VC Rouen 76 VCR | VC Rouen 76 VCR          | VC Rouen 76 VCR |
| --------------- | ------------------------ | --------------- |
| Num             | Coureur                  | Pos             |
| 131             | Adrien Carpentier (FRA)  |                 |
| 132             | Alexis Carlin (FRA)      | 23e             |
| 133             | Dylan Kowalski (FRA)     |                 |
| 134             | Risto Raid (EST)         | AB              |
| 135             | Benoît Poitevin (FRA)    | 35e             |
| 136             | Mickaël Plantureux (FRA) |                 |
| 137             | Pierre Tielemans (FRA)   |                 |

| Probikeshop Saint-Étienne Loire ECS | Probikeshop Saint-Étienne Loire ECS | Probikeshop Saint-Étienne Loire ECS |
| ----------------------------------- | ----------------------------------- | ----------------------------------- |
| Num                                 | Coureur                             | Pos                                 |
| 141                                 | Guillaume Bonnet (FRA)              | 11e                                 |
| 142                                 | Tom Bossis (FRA)                    | AB                                  |
| 143                                 | Damien Fabre (FRA)                  | AB                                  |
| 144                                 | Romain Faussurier (FRA)             |                                     |
| 145                                 | Aksel Nõmmela (EST)                 | 41e                                 |
| 146                                 | Cédric Pla (FRA)                    | 46e                                 |
| 147                                 | Bastien Ruffinengo (FRA)            |                                     |

| Pro Immo Nicolas Roux PIM | Pro Immo Nicolas Roux PIM | Pro Immo Nicolas Roux PIM |
| ------------------------- | ------------------------- | ------------------------- |
| Num                       | Coureur                   | Pos                       |
| 151                       | Rémi Cavagna (FRA)        | 4e                        |
| 152                       | Alexis Dulin (FRA)        | AB                        |
| 153                       | Mihkel Räim (EST)         |                           |
| 154                       | Martin Laas (EST)         |                           |
| 155                       | Florent Pereira (FRA)     | 31e                       |
| 156                       | Julien Préau (FRA)        | AB                        |
| 157                       | Jordan Talobre (FRA)      | 43e                       |

| Sojasun espoir-ACNC ANC | Sojasun espoir-ACNC ANC | Sojasun espoir-ACNC ANC |
| ----------------------- | ----------------------- | ----------------------- |
| Num                     | Coureur                 | Pos                     |
| 161                     | Camille Guérin (FRA)    | 44e                     |
| 162                     | Adrien Legros (FRA)     |                         |
| 163                     | Clément Mary (FRA)      | 53e                     |
| 164                     | Tommy Pouget (FRA)      | AB                      |
| 165                     | Hamish Schreurs (NZL)   | 58e                     |
| 166                     | Fabrice Seigneur (FRA)  | 8e                      |
| 167                     | Yannis Yssaad (FRA)     | 21e                     |

| Vulco-VC Vaulx-en-Velin VCV | Vulco-VC Vaulx-en-Velin VCV | Vulco-VC Vaulx-en-Velin VCV |
| --------------------------- | --------------------------- | --------------------------- |
| Num                         | Coureur                     | Pos                         |
| 171                         | Romain Bacon (FRA)          | 36e                         |
| 172                         | Baptiste Bouchet (FRA)      | 52e                         |
| 173                         | Thomas Bouvet (FRA)         | 56e                         |
| 174                         | Damien Charreyron (FRA)     |                             |
| 175                         | François Lamiraud (FRA)     |                             |
| 176                         | Alexandre Paccalet (FRA)    | 27e                         |
| 177                         | Jules Pijourlet (FRA)       |                             |

| Vendée U VEN | Vendée U VEN           | Vendée U VEN |
| ------------ | ---------------------- | ------------ |
| Num          | Coureur                | Pos          |
| 181          | Loïc Bouchereau (FRA)  |              |
| 182          | Lilian Calmejane (FRA) | 1er          |
| 183          | Romain Cardis (FRA)    | 32e          |
| 184          | Jérémy Cornu (FRA)     | 5e           |
| 185          | Fabien Grellier (FRA)  | 12e          |
| 186          | Romain Guyot (FRA)     |              |
| 187          | Simon Sellier (FRA)    | 14e          |

| CC Villeneuve Saint-Germain CCV | CC Villeneuve Saint-Germain CCV | CC Villeneuve Saint-Germain CCV |
| ------------------------------- | ------------------------------- | ------------------------------- |
| Num                             | Coureur                         | Pos                             |
| 191                             | Gauthier Derycke-Chemin (FRA)   | AB                              |
| 192                             | Kevin Couture (FRA)             | AB                              |
| 193                             | Dany Maffeïs (FRA)              | AB                              |
| 194                             | Gwénnaël Tallonneau (FRA)       | AB                              |
| 195                             | Johan Paque (FRA)               | 20e                             |
| 196                             | Quentin Tanis (FRA)             | 51e                             |
| 197                             | Alex Wohler (AUS)               | HD                              |